# Dipsacaceae
Dipsacaceae Juss., 1789 è una famiglia di piante erbacee che il Sistema Cronquist (1981) assegnava all'ordine Dipsacales.
La famiglia conteneva i seguenti generi, in atto assegnati dalla classificazione APG IV (2016) alle Caprifoliacee:
- Cephalaria
- Dipsacus
- Knautia
- Lomelosia
- Pterocephalodes
- Pterocephalus
- Scabiosa
- Succisa
- Succisella
- Triplostegia